# Nicky, Ricky, Dicky et Dawn
 (octobre 2017).
Si vous disposez d'ouvrages ou d'articles de référence ou si vous connaissez des sites web de qualité traitant du thème abordé ici, merci de compléter l'article en donnant les références utiles à sa vérifiabilité et en les liant à la section « Notes et références ».
Nicky, Ricky, Dicky et Dawn est une série télévisée américaine en 84 épisodes de 22 minutes créée par Matt Fleckenstein (nl) et diffusée entre le 13 septembre 2014 et le 4 août 2018 sur Nickelodeon.
En France, la série est diffusée depuis le 23 février 2015 sur Canal+ Family puis rediffusée sur Nickelodeon Teen, au Québec à partir du 3 avril 2015 sur VRAK, et en Belgique depuis le 18 janvier 2016 sur Nickelodeon Belgique.

## Synopsis
Nicky, Ricky, Dicky et Dawn sont des quadruplés. Ils sont assez turbulents. La plupart du temps, ils se disputent, ils règlent des problèmes souvent loufoques et causés par l'un d'entre eux. Alors ils doivent se serrer les coudes.

## Distribution

### Acteurs principaux
- Aidan Gallagher (VF : Maia Baran) : Nicky Harper
- Casey Simpson (VF : Émilie Guillaume) : Ricky Harper
- Mace Coronel (VF : Circé Lethem puis Raphaëlle Bruneau) : Dicky Harper
- Lizzy Greene (VF : Elsa Poisot) : Dawn Harper
- Allison Munn (VF : Maia Baran) : Anne Harper, la mère des quadruplés
- Brian Stepanek (VF : Sébastien Hébrant) : Tom Harper, le père des quadruplés
- Gabrielle Elyse (VF : Jacqueline Ghaye) : Josie
- Kyla-Drew Simmons (VF : Marie Van Ermengem) : Mae

### Acteurs récurrents
- Lincoln Melcher : Mack (saison 1 à 3)
- Jason Sims-Prewitt : Principal Tarian (saison 2 et 3)
- Siena Agudong (en): Natlee (saison 2 à 4)
- Hayden Crawford : Dooley (saison 3 et 4)
- Theodore John Barnes : Miles (saison 3 et 4)
- Isabella Revel : Avery (saison 3 et 4)
- Ariana Molkara : Sadie (saison 4)

Version française :
- Société de doublage : Lylo Post Production Belgique
- Système : Joker
- Adaptation : Guérine Regnaut
- Direction Artistique : Marie Van R
- Ingénieurs du son : Jean-Michel Béranger, Remi Durel

## Production

### Développement
La série a été initialement diffusée pour 13 épisodes le 13 mars 2014, mais a ensuite été augmentée à 20 épisodes.
La série a été diffusée le 13 septembre 2014. Le 18 novembre 2014, la série a été renouvelée pour une deuxième saison.
La deuxième saison a été diffusée le 23 mai 2015. Le 9 février 2016, Nickelodeon a renouvelé la série pour une troisième saison de 14 épisodes. Il a également été confirmé que Matt Fleckenstein démissionnerait en tant que créateur de la série.
L'actrice Lizzy Greene a annoncé sur son compte Twitter que la production pour la troisième saison a débuté le 26 avril 2016.
La troisième saison a été diffusée le 7 janvier 2017. La série a été renouvelée pour une quatrième saison et sa commande d'épisodes pour la troisième saison est passée de 14 à 24 par Nickelodeon le 20 mars 2017.
Le 4 octobre 2017, il a été annoncé que Mace Coronel quitterait la série Nicky, Ricky, Dicky & Dawn et Nickelodeon.
Le 15 novembre 2017, Nickelodeon a annoncé que la quatrième saison sera la dernière de la série.

### Fiche technique
- Titre français et original : Nicky, Ricky, Dicky et Dawn
- Création : Matt Fleckenstein
- Réalisation : Victor Gonzales, Jonathan Judge, Eric Dean Seaton, Shannon Flynn, Robbie Countryman, Trevor Krischner, Jody Margolin Hahn, Marian Deaton, David Kendall, Brian Stepanek, Michael Fieldman, Lynn McCracken, Neel Keller, Angela Gomes, Siobhan Devine
- Scénario : Matt Fleckenstein, Michael Fieldman, Sarah Jane Cunningham, Suzie V. Freeman, Douglas Danger Lieblein, Natalie Barbrie, Tim Brenner, Andrew Hill Newman, Tesha Kondrat, Paul Ciancarelli, David DiPietro, David L. Moses, Steven James Meyer
- Musique : 
  - Compositeur(s) : Chris Lee et Scott Clausen
  - Compositeur(s) de musique thématique : Doug Rockwell
- Production :
  - Producteur(s) : Sarah Jane Cunningham, Suzie V. Freeman, Barbara Brace, Andrew Hill Newman
  - Producteur(s) exécutive(s) : Michael Feldman, Douglas Danger Lieblein, David DiPietro, Paul Ciancarelli, Matt Fleckenstein
- Société(s) de production : November 13th, Nickelodeon Productions
- Pays d'origine :  États-Unis
- Langue originale : Anglais
- Format :
  - Format image : 720p (HDTV)
  - Format audio : 5.1 surround sound
- Genre : Comédie, sitcom
- Durée : 25 minutes
- Diffusion :  États-Unis,  France,  Québec
- Public : Tout public

## Épisodes
| Saison | Saison | Épisodes | États-Unis        | États-Unis      | France          | France        | Belgique          | Belgique         |
| Saison | Saison | Épisodes | Début de saison   | Fin de saison   | Début de saison | Fin de saison | Début de saison   | Fin de saison    |
| ------ | ------ | -------- | ----------------- | --------------- | --------------- | ------------- | ----------------- | ---------------- |
|        | 1      | 20       | 22 septembre 2014 | 26 mars 2015    | 23 février 2015 | 13 juin 2015  | 18 janvier 2016   | 12 février 2016  |
|        | 2      | 26       | 16 avril 2015     | 29 août 2016    | 26 février 2018 | 6 avril 2018  | 4 septembre 2017  | 6 octobre 2017   |
|        | 3      | 24       | 7 novembre 2016   | 6 décembre 2017 | 13 juillet 2019 | 15 mars 2020  | 7 janvier 2019    | 7 février 2019   |
|        | 4      | 14       | 6 décembre 2017   | 3 décembre 2018 | 20 mars 2020    | 26 mars 2020  | 12 septembre 2020 | 14 novembre 2020 |

### Première saison (2014-2015)
Le 13 mars 2014, la série a été renouvelée pour une première saison, diffusée entre le 13 septembre 2014 et le 24 mars 2015 sur Nickelodeon. En France, elle est diffusée entre le 23 février 2015 et le 13 juin 2015 sur Nickelodeon France et du 18 janvier 2016 au 12 février 2016 sur Nickelodeon Belgique.
| №  | #  | Titre français                                           | Titre original                                    | Première diffusion | Première diffusion | Première diffusion | Code prod. |
| -- | -- | -------------------------------------------------------- | ------------------------------------------------- | ------------------ | ------------------ | ------------------ | ---------- |
| 1  | 1  | Esprit d'équipe                                          | Pilot                                             | 23 février 2015    | 18 janvier 2016    | 22 septembre 2014  | 101        |
| 2  | 2  | Dawn déménage                                            | Dawn Moves Out                                    | 25 février 2015    | 21 janvier 2016    | 29 septembre 2014  | 104        |
| 3  | 3  | Get Sporty-plus !                                        | Get Sporty-er!                                    | 24 février 2015    | 20 janvier 2016    | 6 octobre 2014     | 103        |
| 4  | 4  | Champs de cervelles                                      | Field of Brains                                   | 27 février 2015    | 26 janvier 2016    | 9 octobre 2014     | 107        |
| 5  | 5  | Une effrayante soirée                                    | Scaredy Dance                                     | 4 mars 2015        | 1er février 2016   | 20 octobre 2014    | 111        |
| 6  | 6  | Qui commande la télécommande ?                           | Remote Control Control                            | 26 février 2015    | 22 janvier 2016    | 3 novembre 2014    | 105        |
| 7  | 7  | Qui est le responsable ?                                 | 8:00am                                            | 13 juin 2015       | 29 janvier 2016    | 17 novembre 2014   | 110        |
| 8  | 8  | Tu peux compter sur moi                                  | I Got Your Back                                   | 3 mars 2015        | 28 janvier 2016    | 8 décembre 2015    | 109        |
| 9  | 9  | L'histoire de Gary-Chip-Mini-Elvis-P'tites-Pattes-Molles | The Sad Tail of Gary-Chip-Tiny-Elvis-Squishy-Paws | 2 mars 2015        | 27 janvier 2016    | 8 janvier 2015     | 108        |
| 10 | 10 | Les petits Quadlutins du Père Noël                       | Santa's Little Harpers                            | 21 mai 2015        | 3 février 2016     | 15 janvier 2015    | 113        |
| 11 | 11 | Le Quad-parrain                                          | The Quadfather                                    | 18 mai 2015        | 19 janvier 2016    | 22 janvier 2015    | 102        |
| 12 | 12 | Le Quad-Cours                                            | The Quad Test                                     | 25 mai 2015        | 5 février 2016     | 29 janvier 2015    | 115        |
| 13 | 13 | Le secret                                                | The Secret                                        | 26 mai 2015        | 8 février 2016     | 7 février 2015     | 116        |
| 14 | 14 | Prends l'argent                                          | Take The Money and Run                            | 20 mai 2015        | 2 février 2016     | 14 février 2015    | 112        |
| 15 | 15 | La Saint-Valentimbre                                     | The Boy With the Dragon Skateboard                | 28 mai 2015        | 10 février 2016    | 19 février 2015    | 118        |
| 16 | 16 | Dawn et les trois petits cochons                         | Piggy, Piggy, Piggy & Dawn                        | 27 mai 2015        | 9 février 2016     | 25 février 2015    | 117        |
| 17 | 17 | La guerre des baby-sitters                               | Quad-ventures in Babysitting                      | 19 mai 2015        | 25 janvier 2016    | 7 mars 2015        | 106        |
| 18 | 18 | Visite médicale                                          | M.D. Day                                          | 29 mai 2015        | 11 février 2016    | 14 mars 2015       | 119        |
| 19 | 19 | Abraquadabra                                             | Abraquadabra                                      | 1er juin 2015      | 12 février 2016    | 19 mars 2015       | 120        |
| 20 | 20 | Une affaire de familles                                  | Family Matters                                    | 22 mai 2015        | 4 février 2016     | 26 mars 2015       | 114        |

### Deuxième saison (2015-2016)
Le 18 novembre 2014, la série a été renouvelée pour une deuxième saison, diffusée entre le 23 mai 2015 et le 6 août 2016 sur Nickelodeon. En France, elle est diffusée depuis le 26 février 2018 sur Nickelodeon Teen et le 4 septembre 2017 sur Nickelodeon Belgique.
| №  | #  | Titre français                 | Titre original                     | Première diffusion | Première diffusion | Première diffusion | Code prod. |
| -- | -- | ------------------------------ | ---------------------------------- | ------------------ | ------------------ | ------------------ | ---------- |
| 21 | 1  | Le gang des betteraves à sucre | Wanted: The Sugar Beet Gang        | 26 février 2018    | 4 septembre 2017   | 16 avril 2015      | 201        |
| 22 | 2  | Pas de "mais" qui tienne       | No Ifs, ands, or But-ers           | 28 février 2018    | 6 septembre 2017   | 23 avril 2015      | 203        |
| 23 | 3  | Marchands de légendes urbaines | Urban Legend Outfitters            | 27 février 2018    | 5 septembre 2017   | 30 avril 2015      | 202        |
| 24 | 4  | Dawn à tout faire              | Do-It-All Dawn                     | 1er mars 2018      | 7 septembre 2017   | 7 mai 2015         | 204        |
| 25 | 5  | Ennuis de vacances             | Unhappy Campers                    | 5 mars 2018        | 8 septembre 2017   | 14 mai 2015        | 205        |
| 26 | 6  | Tous au centre commercial      | Mall in the Family                 | 7 mars 2018        | 12 septembre 2017  | 29 juin 2015       | 207        |
| 27 | 7  | Fan de Candace                 | I Want Candace                     | 12 mars 2018       | 14 septembre 2017  | 30 juin 2015       | 209        |
| 28 | 8  | Méga Pompes Deluxe             | Sweet Foot Rides                   | 8 mars 2018        | 13 septembre 2017  | 27 août 2015       | 208        |
| 29 | 9  | La brigade des Super Quad      | The Mighty Quad Squad              | 15 mars 2018       | 19 septembre 2017  | 31 août 2015       | 212        |
| 30 | 10 | Quad-divisés                   | Quaddy-Shack                       | 22 mars 2018       | 27 septembre 2017  | 3 septembre 2015   | 218        |
| 31 | 11 | Direction Hollywood            | Go Hollywood                       | 6 avril 2018       | 20 septembre 2017  | 11 septembre 2015  | 213        |
| 32 | 12 | Direction Hollywood            | Go Hollywood                       | 6 avril 2018       | 20 septembre 2017  | 11 septembre 2015  | 214        |
| 33 | 13 | Rock'n'Règles                  | Rock'n'Rules                       | 19 mars 2018       | 22 septembre 2017  | 26 octobre 2015    | 215        |
| 34 | 14 | Le ballet et les bêtes         | Ballet and the Beasts              | 21 mars 2018       | 26 septembre 2017  | 12 novembre 2015   | 217        |
| 35 | 15 | Science et malédictions        | She Blinded Him with Science (Bob) | 14 mars 2018       | 18 septembre 2017  | 16 novembre 2015   | 211        |
| 36 | 16 | Président Harper               | Harpers for President              | 6 mars 2018        | 11 septembre 2017  | 11 février 2016    | 206        |
| 37 | 17 | Oui, mon capitaine !           | Doggy Door Afternoon               | 20 mars 2018       | 25 septembre 2017  | 14 mars 2016       | 216        |
| 38 | 18 | Mae et les garçons             | Three Men and a Mae B.             | 28 mars 2018       | 29 septembre 2017  | 22 avril 2016      | 220        |
| 39 | 19 | Journal d'une Quad en colère   | Diary of an Angry Quad             | 4 avril 2018       | 6 octobre 2017     | 29 avril 2016      | 225        |
| 40 | 20 | Le Quadribunal                 | Quad Court                         | 13 mars 2018       | 15 septembre 2017  | 6 mai 2016         | 210        |
| 41 | 21 | Les potes de film              | The Quad-Plex                      | 26 mars 2018       | 28 septembre 2017  | 13 mai 2016        | 219        |
| 42 | 22 | Nicky, Ricky, Dicky et Rhumy   | Nicky, Ricky, Dicky & Sicky        | 3 avril 2018       | 5 octobre 2017     | 17 juin 2016       | 224        |
| 43 | 23 | Mission : Quad-possible        | Mission: Un-Quaddable              | 5 avril 2018       | 6 octobre 2017     | 24 juin 2016       | 226        |
| 44 | 24 | L'escalier de la popularité    | A Brief Case of Popularity         | 28 mars 2018       | 2 octobre 2017     | 4 juillet 2016     | 221        |
| 45 | 25 | Vous connaissez la nouvelle ?  | New Kid on the Block               | 2 avril 2018       | 4 octobre 2017     | 25 juillet 2016    | 223        |
| 46 | 26 | L'art révélateur               | The Tell-Tale Art                  | 27 mars 2018       | 3 octobre 2017     | 29 août 2016       | 222        |

### Troisième saison (2016-2017)
En Belgique, la troisième saison est diffusée du 7 janvier 2019 au 8 février 2019. En France, c'est du 26 septembre 2022 au 11 octobre 2022.
| №  | #  | Titre français                         | Titre original                        | Première diffusion | Première diffusion | Première diffusion | Code prod. |
| -- | -- | -------------------------------------- | ------------------------------------- | ------------------ | ------------------ | ------------------ | ---------- |
| 47 | 1  | Un quadruplé critique                  | Quad with a Blog                      | 13 octobre 2019    | 7 janvier 2019     | 7 novembre 2016    | 301        |
| 48 | 2  | Les remplacants                        | Odd Quad Out                          | 18 octobre 2019    | 8 janvier 2019     | 14 novembre 2016   | 302        |
| 49 | 3  | L'incroyable famille Harper            | Keeping Up with the Quadashians       | 19 décembre 2019   | 9 janvier 2019     | 9 janvier 2017     | 303        |
| 50 | 4  | Les Harper contre les Mulets           | The Great Mullet Caper                | 2 janvier 2020     | 10 janvier 2019    | 16 janvier 2017    | 304        |
| 51 | 5  | Quadsled                               | Quadsled                              | 2 janvier 2020     | 11 janvier 2019    | 23 janvier 2017    | 305        |
| 52 | 6  | Donnons nous la main                   | Ye Olde Hand Holde                    | 2 janvier 2020     | 17 janvier 2019    | 27 janvier 2017    | 309        |
| 53 | 7  | Qu'est ce qui pourrait arriver de pire | What's the Worst That Quad Happen?    | 13 novembre 2019   | 18 janvier 2019    | 30 janvier 2017    | 310        |
| 54 | 8  | Etre invité ou ne pas l'être           | To Be Invited or Not to Be            | 30 décembre 2019   | 23 janvier 2019    | 6 février 2017     | 313        |
| 55 | 9  | Ele-Funk à la Maison                   | Ele-Funk in the Room                  | 14 mars 2020       | 15 janvier 2019    | 9 février 2017     | 307        |
| 56 | 10 | Ado-loup                               | Tween Wolf                            | 15 octobre 2019    | 16 janvier 2019    | 20 février 2017    | 308        |
| 57 | 11 | Un petit cochon chez les Harper        | This Little Piggy Went to the Harpers | 15 mars 2020       | 14 janvier 2019    | 3 mars 2017        | 306        |
| 58 | 12 | Tout pour Mae                          | I Want My Mae B. Back                 | 4 mars 2020        | 21 janvier 2019    | 9 mars 2017        | 311        |
| 59 | 13 | Le Journal du Bison Bavard             | The Buffa-Lowdown                     | 13 janvier 2020    | 24 janvier 2019    | 17 mars 2017       | 314        |
| 60 | 14 | Un ticket pour la retenue              | The Quadshank Redemption              | 13 janvier 2020    | 1er février 2019   | 24 mars 2017       | 320        |
| 61 | 15 | La charité pour Charité                | La charité pour Charité               | 13 janvier 2020    | 30 janvier 2019    | 31 mars 2017       | 318        |
| 62 | 16 | Un été de rêve                         | One Quadzy Summer                     | 13 juillet 2019    | 31 janvier 2019    | 14 avril 2017      | 319        |
| 63 | 17 | Prof remplacant                        | Quad for Teacher                      | 12 mars 2020       | 28 janvier 2019    | 28 avril 2017      | 316        |
| 64 | 18 | Journée de Quadépendance               | Quadpendence Day                      | 12 mars 2020       | 25 janvier 2019    | 5 mai 2017         | 315        |
| 65 | 19 | Le canular Sayonara                    | Cementing the Quads' Legacy           | 12 mars 2020       | 6 février 2019     | 29 mai 2017        | 323        |
| 66 | 20 | QUADGOALS                              | QUADGOALS                             | 3 mars 2020        | 22 janvier 2019    | 7 septembre 2017   | 312        |
| 67 | 21 | Les Quadruplés Dans L'espace           | A Space Quadyssey                     | 9 janvier 2020     | 29 janvier 2019    | 26 octobre 2017    | 317        |
| 68 | 22 | YOCO                                   | YOCO                                  | 2 mars 2020        | 7 février 2019     | 17 novembre 2017   | 324        |
| 69 | 23 | Les Quadruplés d'Oz                    | The Wonderful Wizard of Quads         | 15 décembre 2019   | 4 février 2019     | 6 décembre 2017    | 321        |
| 70 | 24 | Les Quadruplés d'Oz                    | The Wonderful Wizard of Quads         | 15 décembre 2019   | 5 février 2019     | 6 décembre 2017    | 322        |

### Quatrième saison (2017-2018)
| №  | #  | Titre français                       | Titre original                  | Première diffusion | Première diffusion | Code prod. |
| -- | -- | ------------------------------------ | ------------------------------- | ------------------ | ------------------ | ---------- |
| 71 | 1  | Hé mais, il est où mon collège ?     | Dude, Where's My School?        | 20 mars 2020       | 6 décembre 2017    | 401        |
| 72 | 2  | Les Trois Masquetaires               | Wrestle-Mae-nia                 | 20 mars 2020       | 6 décembre 2017    | 407        |
| 73 | 3  | Nicky, Ricky, Dicky & BeDawncé       | Nicky, Ricky, Dicky & BeyDawncé | 20 mars 2020       | 10 janvier 2018    | 402        |
| 74 | 4  | Une vie en "toc"                     | It's a Hard Knocks Life         | 20 mars 2020       | 28 février 2018    | 403        |
| 75 | 5  | Une Histoire de Chien                | Sympathy for the Squishy        | 22 mars 2020       | 25 juin 2018       | 404        |
| 76 | 6  | Les Harper dur labeur                | The Harper Quad-Jobbers         | 22 mars 2020       | 25 juin 2018       | 406        |
| 77 | 7  | Le champion des gobelets             | Leader of the Stack             | 22 mars 2020       | 20 juillet 2018    | 405        |
| 78 | 8  | Crise de quadentité                  | Quadentity Crisis               | 22 mars 2020       | 20 juillet 2018    | 408        |
| 79 | 9  | Les quadruplés chasseurs de fantômes | Quadbusters                     | 24 mars 2020       | 5 novembre 2018    | 409        |
| 80 | 10 | Il y aura toujours des parasites     | We'll Always Have Parasites     | 24 mars 2020       | 6 novembre 2018    | 410        |
| 81 | 11 | Quadrodile Dundee                    | Quadcodile Dundee               | 24 mars 2020       | 7 novembre 2018    | 411        |
| 82 | 12 | Confusion des sentiments             | House Crushing for Dummies      | 24 mars 2020       | 8 novembre 2018    | 412        |
| 83 | 13 | A complot, complot et demi           | Quadspiracy Theory              | 26 mars 2020       | 9 novembre 2018    | 413        |
| 84 | 14 | Meilleures amies                     | Lasties With Firsties           | 26 mars 2020       | 3 décembre 2018    | 414        |

## Univers de la série

### Les personnages
- Tom est le père des quadruplés. C'est un gag courant dans la série qu'il se soucie plus de ses biens que ses enfants, mais il aime sa famille de tout cœur.
- Anne est la mère des quadruplés qui se retrouve habituellement dans les nouvelles obsessions de Tom.
- Nicky est le plus jeune des quadruplés. Il est comique, étrange et facilement confus.
- Ricky est le deuxième plus âgé des quadruplés. Il est le plus intelligent du groupe, toujours vu portant un livre ou faisant ses devoirs. Il est aussi un fou soigné et un peu de deux chaussures, bien qu'il essaye occasionnellement de prouver à Dawn et à ses frères qu'il peut contourner les règles aussi.
- Dicky est le quadruplé qui se soucie beaucoup de son apparence. Il prend toujours la solution facile.
- Dawn est la plus âgée des quadruplés. Bien qu'elle est toujours dérangée ses frères, elle s'en préoccupe profondément. Il y a une rivalité constante pour être le leader des quadruplés entre elle et ses frères.
- Josie travaille dans la boutique de sport de Tom et la baby-sitter de Nicky, Ricky, Dicky et Dawn. (saison 1)
- Mae est l'amie des quadruplés et la meilleure amie de Dawn. Elle s'est une fois appelée "le cinquième quadruplé".

## Accueil

### Audiences
| Saison | Début de saison   | Début de saison | Début de saison | Fin de saison     | Fin de saison   | Fin de saison | Moyenne des téléspectateurs |
| Saison | Date de diffusion | Téléspectateurs | Réf.            | Date de diffusion | Téléspectateurs | Réf.          | Moyenne des téléspectateurs |
| ------ | ----------------- | --------------- | --------------- | ----------------- | --------------- | ------------- | --------------------------- |
| 1      | 13 septembre 2014 | 1 600 000       | [ 8 ]           | 24 mars 2015      | 1 750 000       | [ 9 ]         | 1 750 000                   |
| 2      | 23 mai 2015       | 1 110 000       | [ 10 ]          | 6 août 2016       | 1 310 000       | [ 11 ]        | 1 460 000                   |
| 3      | 7 janvier 2017    | 1 580 000       | [ 12 ]          | 5 août 2017       | 2 000 000       | [ 13 ]        | 1 470 000                   |
| 4      | 6 janvier 2018    | 1 080 000       | [ 14 ]          | 4 août 2018       | 840 000         | [ 15 ]        | 950 000                     |

### Distinctions

#### Récompenses et nominations
| Année | Récompense          | Catégorie                                             | Résultat | Réf.   |
| ----- | ------------------- | ----------------------------------------------------- | -------- | ------ |
| 2015  | Kids' Choice Awards | Meilleure série télévisée pour les jeunes             | Nommée   | ,      |
| 2017  | Kids' Choice Awards | Meilleure série télévisée - Série préférée des jeunes | Nommée   | [ 18 ] |